# Luré
Luré ist eine französische Gemeinde  mit 137 Einwohnern (Stand: 1. Januar 2022) im Département Loire in der Region Auvergne-Rhône-Alpes (vor 2016 Rhône-Alpes). Luré gehört zum Arrondissement Roanne und zum Kanton Boën-sur-Lignon. Die Einwohner werden Luréens genannt.

## Geographie
Die Gemeinde Luré liegt in den Ausläufern der Monts de la Madeleine, 30 Kilometer südwestlich von Roanne. Unmittelbar südlich von Luré verläuft die Autoroute A89. Nachbargemeinden von Luré sind Cremeaux im Norden und Osten, Souternon im Osten und Südosten, Grézolles im Südosten und Süden sowie Juré im Westen.

## Bevölkerungsentwicklung
| Jahr                       | 1962 | 1968 | 1975 | 1982 | 1990 | 1999 | 2006 | 2012 | 2022 |
| Einwohner                  | 213  | 201  | 164  | 183  | 154  | 143  | 144  | 149  | 137  |
| Quellen: Cassini und INSEE |      |      |      |      |      |      |      |      |      |

## Sehenswürdigkeiten
- Kirche Sainte-Anne